# Bâtiment (marine)
Pour les articles homonymes, voir Bâtiment.
On désigne par bâtiment certains types de navires ; l'utilisation de ce mot dépend du contexte. On l'emploie surtout pour les navires de guerre, mais aussi pour les navires de commerce ayant un fort tonnage. Pour les bateaux de pêche, l'appellation de « bâtiment » est très rarement utilisée. On parle de "navire de pêche" pour ceux qui ont un fort tonnage, sinon pour les plus petits on emploie les termes de "bateau" ou "barque" de pêche.